# The Invisible Band
The Invisible Band — третій студійний альбом шотландської групи Travis, який був випущений 11 червня 2001 року.

## Композиції
1. Sing - 3:48
2. Dear Diary - 2:57
3. Side - 3:59
4. Pipe Dreams - 4:05
5. Flowers in the Window - 3:41
6. The Cage - 3:05
7. Safe - 4:23
8. Follow the Light - 3:08
9. Last Train - 3:16
10. Afterglow - 4:05
11. Indefinitely - 3:52
12. The Humpty Dumpty Love Song - 5:02